# Communauté de communes des Villages du Midi Corrézien
Die Communauté de communes des Villages du Midi Corrézien war ein französischer Gemeindeverband mit der Rechtsform einer Communauté de communes im Département Corrèze in der Region Nouvelle-Aquitaine. Sie wurde am 20. Dezember 2002 gegründet und umfasste 13 Gemeinden. Der Verwaltungssitz befand sich im Ort Meyssac.

## Historische Entwicklung
Mit Wirkung vom 1. Januar 2017 fusionierte der Gemeindeverband mit 
- Communauté de communes du Sud Corrézien und
- Communauté de communes du Pays de Beynat

und bildete so die Nachfolgeorganisation Communauté de communes Midi Corrézien.

## Ehemalige Mitgliedsgemeinden
1. Branceilles
2. Chauffour-sur-Vell
3. Collonges-la-Rouge
4. Curemonte
5. Lagleygeolle
6. Ligneyrac
7. Lostanges
8. Marcillac-la-Croze
9. Meyssac
10. Noailhac
11. Saillac
12. Saint-Bazile-de-Meyssac
13. Saint-Julien-Maumont